# Резолюция 209 на Съвета за сигурност на ООН
Резолюция 209 на Съвета за сигурност на ООН е приета единодушно на 4 септември 1965 г. по повод индо-пакистанския спор за областта Кашмир.
Резолюция 209 е приета, след като Съветът за сигурност изслушва доклад на генералния секретар на ООН от 3 септември 1965 г. относно обстановката в спорната област, в който се предупреждава, че ситуацията в Кашмир се задълбочава и става все по-сериозна заради обезпокоително увеличаване броя на инцидентите, включващи нарушения на демаркационната линия от началото на 1965 г. Според заключенията на генералния секретар кашмирският проблем представлява сериозна опасност не само за мира между Индия и Пакистан, но и за мира в по-широк план.
С Резолюция 209 Съветът за сигурност изразява дълбокото си безпокойство от обстановката по демаркационната линия между Индия и Пакистан и призовава правителствата на двете страни да предприемат незабавно всички необходими мерки за прекратяване на огъня, да уважават установената демаркационна линия и да оттеглят военния си персонал в определената им страна от демаркационната линия. Освен това резолюцията призовава правителствата на Индия и Пакистан да оказват пълно съдействие на Групата военни наблюдатели на ООН в Индия и Пакистан (UNMOGIP) при изпълнението на задачата им да съблюдават спазването на примирието между двете страни. Съветът за сигурност предлага в срок от три дни да бъде уведомен от генералния секретар за изпълнението на резолюцията.